# CIFA Academy Field
CIFA Academy Field – stadion piłkarski w Matavera na Wyspach Cooka. Stadion jest własnością Związku Piłki Nożnej Wysp Cooka, który organizuje na nim rozgrywki. Stadion może pomieścić 1000 widzów.